# Aralvaimozhi
Aralvaimozhi (o Aralvaymoli) è una suddivisione dell'India, classificata come town panchayat, di 19.307 abitanti, situata nel distretto di Kanyakumari, nello stato federato del Tamil Nadu. In base al numero di abitanti la città rientra nella classe IV (da 10.000 a 19.999 persone).

## Geografia fisica
La città è situata a 08° 15' 29 N e 77° 32' 43 E.

## Società

### Evoluzione demografica
Al censimento del 2001 la popolazione di Aralvaimozhi assommava a 19.307 persone, delle quali 9.657 maschi e 9.650 femmine. I bambini di età inferiore o uguale ai sei anni assommavano a 1.981, dei quali 1.025 maschi e 956 femmine. Infine, coloro che erano in grado di saper almeno leggere e scrivere erano 14.451, dei quali 7.631 maschi e 6.820 femmine.